# جزر الكناري في عصر ما قبل الاستعمار

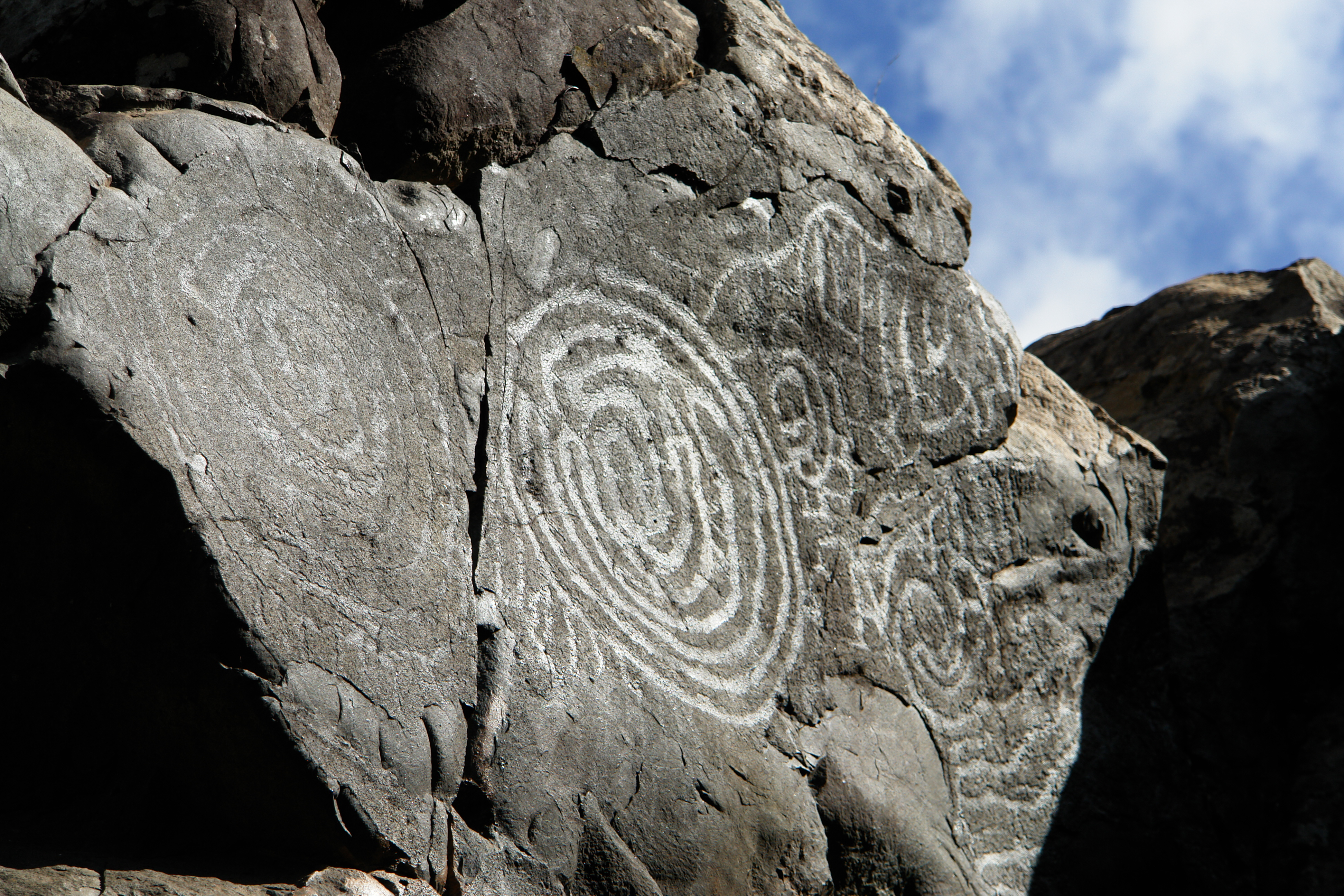
نقوش حجرية في جزر الكناري

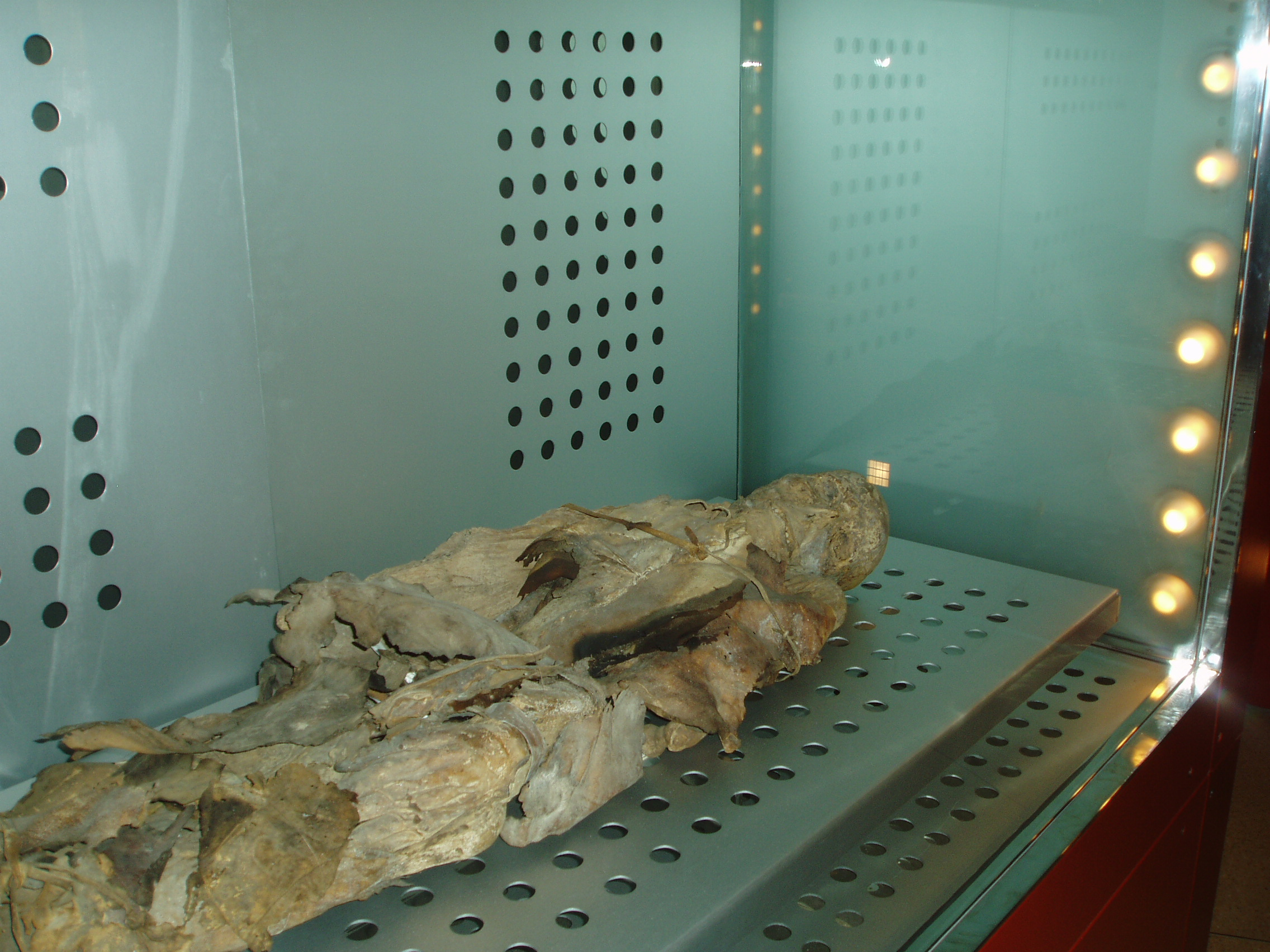
مومياء سان أندريس في متحف الطبيعة والإنسان (تنريفي).

عُرفت جزر الكناري منذ التاريخ القديم. حتى فتح جزر الكناري بين عامي 1402 و 1496 من قِبَل الإسبان، سكن المنطقة سكانها الأصليين الذين ما يزال أصلهم موضع نقاش بين المؤرخين واللغويين.
زار الفينيقيون واليونانيون والبونيقيون تلك الجزر. وبحسب المؤلف والفيلسوف الروماني بلينيوس الأكبر من القرن الأول الميلادي، فقد تبين أن الأرخبيل لم يكن مأهولًا بالسكان عندما زاره البونيقيون تحت حكم حانون القرطاجي في القرن الخامس قبل الميلاد، على الرغم من وجود بعض الآثار للمباني العظيمة في المنطقة. وقد تشير هذه القصة إلى أن الجزر كانت مأهولة بشعوب أخرى قبل الغوانش.
في فترة أوروبا في العصور الوسطى، كانت جزر الكناري مأهولة بمجموعة متنوعة من المجتمعات الأصلية. يُشار إلى سكان جزر الكناري قبل الاستعمار بصفة عامة باسم الغوانش، على الرغم من أنهم كانوا في الأصل من سكان جزيرة تنريفي. وفقًا للترتيب التاريخي، يُشار إلى سكان فويرتيفنتورا ولانزاروت باسم الماكسوس، أما كناريا الكبرى فقد كان يسكنها شعب كاناري، وجزيرة إل هييرو سكنها شعب البيمباش، وجزيرة لابالما سكنها شعب الأواريتاس، وجزيرة كومارا سكنها شعب الغوميرو. ويبدو أن الأدلة تشير إلى أن التفاعل بين الجزر كان منخفضًا نسبيًا وأن كل جزيرة مأهولة بمجموعاتها الاجتماعية الثقافية المتميزة تعيش في عزلة نسبية منفصلة عن بعضها البعض.

## المجتمع
على الرغم من أن بعض العلماء (مثل أبيرو غاليندو 1977:297) قد أنكروا تقسيم العمل ونظام سلسلة المراتب على اعتبارها غير موجودة في البُنى الاجتماعية من مجتمعات شعب الكناري. في جزيرة تنريفي، تُلقب الشخصية الأعلى مقامًا باسم مينسي (الملك)، على الرغم من أنه في وقت وقوع أول غارات إسبانية في جزر الكناري، كانت جزيرة تنريفي قد قسمت بالفعل إلى تسعة ممالك (أي مناطق منفصلة من الجزيرة يحكمها مينسي خاص بها): أناغا، تيغوستي، تاكورونتي، تاورو، ايوو، داتي، أديجي، أبونا، غيمار. على الرغم من أن جميع تلك الممالك كانت مستقلة وتتمتع بملكية مُطلقة لأراضيها داخل الجزيرة، إلا أن ملك تاورو، وفقًا للتسلسل الزمني، كان أول من يُلقب نفسه باسم أول النظراء. ومن ناحية أخرى، يبدو أن جزيرة كناريا الكبرى قد قُسمت إلى منطقتين (أي من الناحية الوظيفية، ومن الناحية السياسية، ومن الناحية الهيكلية) وهما: تيلدي وغولدار، وكل منهما يحكمها ملك.
لم تتوفر سوى معلومات قليلة عن المعتقدات الدينية والمعتقدات الكونية لشعب غوانش. وكثيرًا ما يمارس السكان الأصليون طقوسهم الدينية في أماكن تتميز بخصائص جغرافية أو غطاء نباتي مُلفت للنظر. صُنّفت بعض المواقع التي تحتوي على بقايا معمارية ورسوم للكهوف على أنها ملاجئ.